# Iglesia de San Agustín (Cádiz)
La iglesia de San Agustín de Cádiz forma parte del antiguo Convento de San Agustín, del que en la actualidad sólo se conservan el claustro, junto con algunas dependencias, y esta iglesia, situada en esquina hacia la mitad de la popular Calle de San Francisco.
Las obras de este conjunto religioso comenzaron en 1617, y se finalizaron treinta años después, en 1647.
Es este un templo compuesto por tres naves con amplio crucero cubierto con cúpula sobre pechinas, que cuenta con capillas adosadas fundadas por conocidas familias de comerciantes gaditanos.
Exteriormente destaca su portada de mármol realizada en el año 1647 en estilo manierista. Se trata de una magnífica portada en dos cuerpos de altura, donde el inferior presenta una amplia puerta adintelada flanqueada por parejas de pilastras cajeadas sobre pedestal único que soportan un entablamento corrido que sirve de arranque para el segundo cuerpo. Éste queda formado por un frontón curvo partido en cuyo centro se alza un pequeño retablo centrado por la imagen de su titular, San Agustín, alojado en una hornacina avenerada. Una serie de bellos elementos decorativos, donde destacan los altos pináculos piramidales, se despliegan por la superficie de esta portada, una de las más conseguidas de la arquitectura manierista en Cádiz.
En el interior cuenta con un Retablo Mayor de estilo neoclásico, obra del arquitecto Pedro Ángel Albizu, con imágenes del siglo XVII y pinturas de Domingo Álvarez Enciso. Posee además importantísimas imágenes procesionales, como son el Cristo de la Buena Muerte, atribuido por algunos autores a Martínez Montañés y por otros a Alonso Cano, y el Cristo de la Humildad y Paciencia, obra de Jacinto Pimentel.
El amplio claustro del convento contiguo a la iglesia pertenecía hasta hace poco tiempo al Instituto de Enseñanza Nuestra Señora del Rosario, y presenta similares características estilísticas que aquella, con cuatro importantes pórticos de columnas de mármol de orden toscano, con cuerpos superiores de huecos adintelados a modo de balcones.